# Liste des chefs du gouvernement tunisien
Cet article dresse la liste des chefs du gouvernement tunisien.
Avant 1759, le titre de chef de gouvernement ou un titre équivalent n'existe pas en Tunisie. En effet, celle-ci demeure une province impériale relevant du pouvoir de l'Empire ottoman et ne disposait donc pas de gouvernement autonome.
À partir de 1759, le chef du gouvernement porte d'abord le titre de « principal ministre » et ce, jusqu'en 1855. Puis, les titulaires portent le titre de « grand vizir ». La disparition de ce terme en français remonte au moins à 1898, lorsqu'apparaît en lieu et place le titre de « Premier ministre » dans les journaux officiels tunisiens, même s'il reste d'usage en arabe jusqu'à la disparition du poste en 1957. De 1957 à 1969, le président de la République est le chef du gouvernement.
Il est ensuite rétabli en 1969 sous le nom de « Premier ministre » puis rebaptisé « chef du gouvernement » en 2011 après la Révolution.

## Monarchie
| Tendance politique | Couleur |
| ------------------ | ------- |
| Indépendant        |         |
| Destour            |         |
| Néo-Destour        |         |

### Principaux ministres
| Nom | Nom                            | Nom                        | Mandat | Mandat          | Parti       | Bey                        |
| --- | ------------------------------ | -------------------------- | ------ | --------------- | ----------- | -------------------------- |
| 1   | Rejeb Khaznadar                |                            | 1759   | 1782            | Indépendant | Ali II Bey (1759-1782)     |
| 2   | Moustapha Khodja               |                            | 1782   | 1800            | Indépendant | Hammouda Pacha (1782-1814) |
| 3   | Youssef Saheb Ettabaâ          |                            | 1800   | 23 janvier 1815 | Indépendant | Hammouda Pacha (1782-1814) |
| 3   | Youssef Saheb Ettabaâ          | Osman Bey (1814)           | 1800   | 23 janvier 1815 | Indépendant |                            |
| 3   | Youssef Saheb Ettabaâ          | Mahmoud Bey (1814-1824)    | 1800   | 23 janvier 1815 | Indépendant |                            |
| 4   | Mohamed Arbi Zarrouk Khaznadar |                            | 1815   | 1822            | Indépendant |                            |
| 5   | Hussein Khodja                 |                            | 1822   | 1829            | Indépendant |                            |
| 5   | Hussein Khodja                 | Hussein II Bey (1824-1835) | 1822   | 1829            | Indépendant |                            |
| 6   | Chakir Saheb Ettabaâ           |                            | 1829   | 1837            | Indépendant |                            |
| 6   | Chakir Saheb Ettabaâ           | Moustapha Bey (1835-1837)  | 1829   | 1837            | Indépendant |                            |
| 7   | Mustapha Saheb Ettabaâ         |                            | 1837   | 1855            | indépendant | Ahmed Ier Bey (1837-1855)  |

### Grands vizirs
| Nom     | Nom                        | Nom                                                         | Gouvernement | Mandat            | Mandat            | Parti       | Bey                                                       |
| ------- | -------------------------- | ----------------------------------------------------------- | ------------ | ----------------- | ----------------- | ----------- | --------------------------------------------------------- |
| 8       | Mustapha Khaznadar         |                                                             |              | 1855              | 22 octobre 1873   | Indépendant | Ahmed Ier Bey (1837-1855)                                 |
| 8       | Mustapha Khaznadar         | Mohammed Bey (1855-1859)                                    |              | 1855              | 22 octobre 1873   | Indépendant |                                                           |
| 8       | Mustapha Khaznadar         | Sadok Bey (1859-1882) Protectorat français à partir de 1881 |              | 1855              | 22 octobre 1873   | Indépendant |                                                           |
| 9       | Kheireddine Pacha          |                                                             |              | 22 octobre 1873   | 21 juillet 1877   | Indépendant |                                                           |
| 10      | Mohammed Khaznadar         |                                                             |              | 22 juillet 1877   | 24 août 1878      | Indépendant |                                                           |
| 11      | Mustapha Ben Ismaïl        |                                                             |              | 24 août 1878      | 12 septembre 1881 | Indépendant |                                                           |
| 12 (10) | Mohammed Khaznadar         |                                                             |              | 12 septembre 1881 | octobre 1882      | Indépendant |                                                           |
| 13      | Mohammed Aziz Bouattour    |                                                             |              | octobre 1882      | 4 février 1907    | Indépendant | Ali III Bey (1882-1902) Protectorat français              |
| 13      | Mohammed Aziz Bouattour    | Hédi Bey (1902-1906) Protectorat français                   |              | octobre 1882      | 4 février 1907    | Indépendant |                                                           |
| 13      | Mohammed Aziz Bouattour    | Naceur Bey (1906-1922) Protectorat français                 |              | octobre 1882      | 4 février 1907    | Indépendant |                                                           |
| 14      | M'hammed Djellouli         |                                                             |              | 18 février 1907   | juin 1908         | Indépendant |                                                           |
| 15      | Youssef Djaït              |                                                             |              | juin 1908         | juin 1915         | Indépendant |                                                           |
| 16      | Taïeb Djellouli            |                                                             |              | octobre 1915      | mai 1922          | Indépendant |                                                           |
| 17      | Mustapha Dinguizli         |                                                             |              | mai 1922          | 20 octobre 1926   | Indépendant | Habib Bey (1906-1929) Protectorat français                |
| 18      | Khelil Bouhageb            |                                                             | Bouhageb     | 3 novembre 1926   | 2 mars 1932       | Indépendant | Habib Bey (1906-1929) Protectorat français                |
| 18      | Khelil Bouhageb            | Ahmed II Bey (1929-1942) Protectorat français               | Bouhageb     | 3 novembre 1926   | 2 mars 1932       | Indépendant |                                                           |
| 19      | Hédi Lakhoua               |                                                             | Lakhoua      | 2 mars 1932       | 31 décembre 1942  | Indépendant |                                                           |
| 19      | Hédi Lakhoua               | Moncef Bey (1942-1943) Protectorat français                 | Lakhoua      | 2 mars 1932       | 31 décembre 1942  | Indépendant |                                                           |
| 20      | M'hamed Chenik             |                                                             | Chenik I     | 1er janvier 1943  | 15 mai 1943       | Indépendant |                                                           |
| 21      | Slaheddine Baccouche       |                                                             | Baccouche I  | 15 mai 1943       | 21 juillet 1947   | Indépendant | Lamine Bey (1943–1957) Protectorat français jusqu'en 1956 |
| 22      | Mustapha Kaak              |                                                             | Kaak         | 21 juillet 1947   | 17 août 1950      | Indépendant | Lamine Bey (1943–1957) Protectorat français jusqu'en 1956 |
| 23 (20) | M'hamed Chenik             |                                                             | Chenik II    | 17 août 1950      | 26 mars 1952      | Indépendant | Lamine Bey (1943–1957) Protectorat français jusqu'en 1956 |
| 24 (21) | Slaheddine Baccouche       |                                                             | Baccouche II | 12 avril 1952     | 2 mars 1954       | Indépendant | Lamine Bey (1943–1957) Protectorat français jusqu'en 1956 |
| 25      | Mohamed Salah Mzali        |                                                             | Mzali        | 2 mars 1954       | 6 juillet 1954    | Indépendant | Lamine Bey (1943–1957) Protectorat français jusqu'en 1956 |
| -       | Georges Dupoizat (intérim) |                                                             |              | 6 juillet 1954    | 7 août 1954       | Indépendant | Lamine Bey (1943–1957) Protectorat français jusqu'en 1956 |
| 26      | Tahar Ben Ammar            |                                                             | Ben Ammar    | 7 août 1954       | 20 mars 1956      | Destour     | Lamine Bey (1943–1957) Protectorat français jusqu'en 1956 |

### Premiers ministres
| Nom  | Nom             | Nom | Gouvernement | Mandat        | Mandat          | Parti       | Législature            | Bey                                                       |
| ---- | --------------- | --- | ------------ | ------------- | --------------- | ----------- | ---------------------- | --------------------------------------------------------- |
| (26) | Tahar Ben Ammar |     | Ben Ammar    | 20 mars 1956  | 11 avril 1956   | Destour     | —                      | Lamine Bey (1943–1957) Protectorat français jusqu'en 1956 |
| 27   | Habib Bourguiba |     | Bourguiba I  | 11 avril 1956 | 25 juillet 1957 | Néo-Destour | Assemblée constituante | Lamine Bey (1943–1957) Protectorat français jusqu'en 1956 |

## République
| Tendance politique | Couleur |
| ------------------ | ------- |
| Néo-Destour - PSD  |         |
| RCD                |         |
| Ennahdha           |         |
| Nidaa Tounes       |         |
| Tahya Tounes       |         |
| Ettakatol          |         |
| Indépendant        |         |

### Premiers ministres
De 1957 à 1969, le président de la République, Habib Bourguiba, est aussi chef du gouvernement.
| Nom  | Nom                     | Nom           | Gouvernement           | Mandat            | Mandat            | Parti                                                                                          | Législature             | Président de la République              |
| ---- | ----------------------- | ------------- | ---------------------- | ----------------- | ----------------- | ---------------------------------------------------------------------------------------------- | ----------------------- | --------------------------------------- |
| 28   | Bahi Ladgham            |               | Ladgham                | 7 novembre 1969   | 2 novembre 1970   | Parti socialiste destourien                                                                    | IIIe législature        | Habib Bourguiba PSD (1957–1987)         |
| 29   | Hédi Nouira             |               | Nouira                 | 2 novembre 1970   | 23 avril 1980     | Parti socialiste destourien                                                                    | IIIe-Ve législatures    | Habib Bourguiba PSD (1957–1987)         |
| 30   | Mohamed Mzali           |               | Mzali                  | 23 avril 1980     | 8 juillet 1986    | Parti socialiste destourien                                                                    | Ve-VIe législatures     | Habib Bourguiba PSD (1957–1987)         |
| 31   | Rachid Sfar             |               | Sfar                   | 8 juillet 1986    | 2 octobre 1987    | Parti socialiste destourien                                                                    | VIe-VIIe législatures   | Habib Bourguiba PSD (1957–1987)         |
| 32   | Zine el-Abidine Ben Ali |               | Ben Ali                | 2 octobre 1987    | 7 novembre 1987   | Parti socialiste destourien                                                                    | VIIe législature        | Habib Bourguiba PSD (1957–1987)         |
| 33   | Hédi Baccouche          |               | Baccouche I, II et III | 7 novembre 1987   | 27 septembre 1989 | Parti socialiste destourien (1987-1988) Rassemblement constitutionnel démocratique (1988-1989) | VIIe-VIIIe législatures | Zine el-Abidine Ben Ali RCD (1987–2011) |
| 34   | Hamed Karoui            |               | Karoui                 | 27 septembre 1989 | 17 novembre 1999  | Rassemblement constitutionnel démocratique                                                     | IXe-Xe législatures     | Zine el-Abidine Ben Ali RCD (1987–2011) |
| 35   | Mohamed Ghannouchi      |               | Ghannouchi I           | 17 novembre 1999  | 17 janvier 2011   | Rassemblement constitutionnel démocratique                                                     | Xe-XIIe législatures    | Zine el-Abidine Ben Ali RCD (1987–2011) |
| (35) | Mohamed Ghannouchi      | Ghannouchi II | 17 janvier 2011        | 27 février 2011   | Indépendant       | XIIe législature Dissolution du Parlement                                                      | Fouad Mebazaa (2011)    |                                         |
| 36   | Béji Caïd Essebsi       |               | Caïd Essebsi           | 27 février 2011   | 24 décembre 2011  | XIIe législature Dissolution du Parlement                                                      | Fouad Mebazaa (2011)    | Indépendant                             |

### Chefs du gouvernement
Dès la formation du premier gouvernement issu des élections constituantes de 2011, le titre de Premier ministre devient celui de chef du gouvernement, titre par la suite conservé dans la Constitution de 2014 puis dans la Constitution de 2022.
| Nom  | Nom             | Nom          | Gouvernement | Mandat           | Mandat           | Parti                                | Législature (élection) | Président de la République                 |
| ---- | --------------- | ------------ | ------------ | ---------------- | ---------------- | ------------------------------------ | ---------------------- | ------------------------------------------ |
| 37   | Hamadi Jebali   |              | Jebali       | 24 décembre 2011 | 13 mars 2013     | Ennahdha                             | Assemblée constituante | Moncef Marzouki CPR (2011-2014)            |
| 38   | Ali Larayedh    |              | Larayedh     | 13 mars 2013     | 29 janvier 2014  | Ennahdha                             | Assemblée constituante | Moncef Marzouki CPR (2011-2014)            |
| 39   | Mehdi Jomaa     |              | Jomaa        | 29 janvier 2014  | 6 février 2015   | Indépendant                          | Assemblée constituante | Moncef Marzouki CPR (2011-2014)            |
| 40   | Habib Essid     |              | Essid        | 6 février 2015   | 27 août 2016     | Indépendant                          | Ire législature        | Béji Caïd Essebsi Nidaa Tounes (2014-2019) |
| 41   | Youssef Chahed  |              | Chahed       | 27 août 2016     | 27 février 2020  | Nidaa Tounes                         | Ire législature        | Béji Caïd Essebsi Nidaa Tounes (2014-2019) |
| (41) | Youssef Chahed  | Tahya Tounes | Chahed       | 27 août 2016     | 27 février 2020  | Mohamed Ennaceur Nidaa Tounes (2019) | Ire législature        |                                            |
| 42   | Elyes Fakhfakh  |              | Fakhfakh     | 27 février 2020  | 2 septembre 2020 | Ettakatol                            | IIe législature        | Kaïs Saïed Indépendant (2019- )            |
| 43   | Hichem Mechichi |              | Mechichi     | 2 septembre 2020 | 25 juillet 2021  | Indépendant                          | IIe législature        | Kaïs Saïed Indépendant (2019- )            |
| 44   | Najla Bouden    |              | Bouden       | 11 octobre 2021  | 1er août 2023    | Indépendante                         | IIIe législature       | Kaïs Saïed Indépendant (2019- )            |
| 45   | Ahmed Hachani   |              | Hachani      | 1er août 2023    | 8 août 2024      | Indépendant                          | IIIe législature       | Kaïs Saïed Indépendant (2019- )            |
| 46   | Kamel Madouri   |              | Madouri      | 8 août 2024      | 21 mars 2025     | Indépendant                          | IIIe législature       | Kaïs Saïed Indépendant (2019- )            |
| 47   | Sarra Zaafrani  |              | Zaafrani     | 21 mars 2025     | En cours         | Indépendante                         | IIIe législature       | Kaïs Saïed Indépendant (2019- )            |